# Maria De Mattias
Maria De Mattias (Vallecorsa, 4 febbraio 1805 – Roma, 20 agosto 1866) è stata una religiosa italiana, fondatrice della congregazione delle Suore Adoratrici del Sangue di Cristo; nel 2003 è stata proclamata santa da papa Giovanni Paolo II.

## Biografia
Nacque a Vallecorsa, allora parte dello Stato pontificio, da Giovanni e Ottavia de Angelis e fu battezzata Maria Metilde.
Dopo un'infanzia trascorsa presso la casa di famiglia, sentì la vocazione religiosa e si recò ad Acuto, dove insegnò ai pastori e contadini della Valle del Sacco e dove fondò la congregazione delle Suore Adoratrici del Sangue di Cristo, ispirandosi anche all'opera di san Gaspare del Bufalo.
Maria aveva il sogno della riforma della società e del mondo; voleva che finalmente la donna potesse andare a scuola e che finalmente venisse trattata come l'uomo. Non si limitò alla scuola, ma radunò mamme e giovani per catechizzarle, per innamorarle di Gesù ed educarle a vivere cristianamente, secondo il proprio stato. Gli uomini, cui non poteva parlare, secondo il costume del tempo, andavano spontaneamente ad ascoltarla ed anche di nascosto; i pastori, abbandonati a sé stessi, chiesero di essere istruiti da lei e per di più dopo il calar del sole; la gente accorreva alle funzioni sacre per ascoltare la maestra.
A seguito della diffusione capillare della congregazione, viaggiò molto e morì a Roma.
Inizialmente il corpo fu sepolto presso il cimitero monumentale del Verano, poi venne traslato presso la Chiesa del Preziosissimo Sangue, accanto alla curia generalizia della sua Congregazione.
In sua memoria sono state intitolate vie a Roma, Allumiere, Castelnuovo di Porto, Capranica e Viterbo.

## Culto
È stata dichiarata beata il 1º ottobre 1950 da Pio XII e quindi canonizzata da Giovanni Paolo II il 18 maggio 2003.
Ai fini della canonizzazione la Chiesa cattolica ha riconosciuto come miracolosa la guarigione, avvenuta a Zagabria nel 1980, di un bambino di otto anni, Kresimir Zorica, colpito da encefalite subacuta in stato di coma, guarito dopo le preghiere di una zia suora che aveva chiesto l'intercessione della beata De Mattias. È ricordata nel martirologio romano al 20 agosto.